# Llista dels darrers parlants coneguts de llengües
Aquesta és una llista dels darrers parlants coneguts de llengües mortes. Una llengua morta és aquella que no té parlants natius o competents, és a dir, una llengua que ja no és la llengua materna de ningú (encara que eventualment alguns lingüistes o altres persones la coneguin secundàriament).
En l'actualitat unes 500 de les prop de sis mil llengües vives existents estan seriosament amenaçades i properes a la seva extinció, d'aquestes la majoria només tenen un grapat de parlants ancians que les parlen, i no hi ha persones joves que la coneguin bé o la parlin amb fluïdesa. Aquesta llista recull els noms documentats dels últims parlants de diverses llengües o bé extintes o bé severament amenaçades.

## Morts al segle XVII
- Chesten Marchant (mort el 1676), es creu que podria haver estat l'últim parlant monolingüe de còrnic, a diferència d'altres persones com Dolly Pentreath que també parlava anglès.

## Morts al segle XVIII
- Margaret McMurray (morta el 1760), última parlant nativa del dialecte de les terres baixes (Lowlands) del gaèlic escocès.
- Dolly Pentreath (morta el 1777), possiblement l'última parlant nativa competent de còrnic, va ser monolingüe fins, almenys, els 20 anys.

## Morts al segle XIX
- Frances Johnson, últim parlant competent del takelma d'Oregon (parlat anteriorment als Estats Units).
- Shanawdithit (circa 1801 - 1829), darrera parlant de beothuk
- Walter Sutherland (mort cap al 1850), últim parlant de norn.
- Juana María (morta el 1853) darrera parlant de nicoleño (uto-asteca)
- Nikonha (circa 1765–1871), últim parlant no mestís de tutelo (encara que entre els descendents mestissos cayuga-Tutelo va existir certa familiaritat amb la llengua tutelo durant algun temps).
- Truganini (circa 1812–1876), considerada l'última parlant ètnicament pura d'una llengua tasmaniana;[2] encara que Fanny Cochrane Smith, que també coneixia una llengua tasmana, li va sobreviure.
- John Davey (1812–1891), fou un granger de Cornualla que fou un dels últims en conservar un coneixement tradicional del còrnic[3]
- Tuone Udaina (mort el 1898), últim parlant de dàlmata

## Morts al segle XX
- Fanny Cochrane Smith (1834–1905), considerada l'última parlant competent d'una llengua tasmaniana
- Fidelia Fielding (1827–1908), parlant de pequot-mohegan, llengua algonquina parlada anteriorment a Connecticut.
- Santu Toney (1835 - 1910), darrer amb alguns coneixement de beothuk.
- John Mann (1834-?), últim parlant natiu testificat de còrnic, part d'un grup de nens que conversaven en còrnic, entrevistats el 1914 a l'edat de 80 anys.[4]
- Ishi (ca. 1860–1916), últim membre yana, i últim parlant supervivent de la lengua d'aquesta ètnia el yahi.
- Sally Noble (morta el 1922), última parlant de chimariko.
- Ascención Solórsano (morta el 1930), última parlant del mutsun, llengua de la família utiana[5]
- Watt Sam i Nancy Raven (morts a la fi de la dècada de 1930), van ser els últims parlants competents de natchez.
- Isabel Meadows (1846–1939), últim parlant competent de rumsen, una de les llengües utianes de Califòrnia.
- Delphine Decloux (1871-1940) darrera parlant de chitimacha
- Sesostrie Youchigant (m. circa 1940), darrer parlant de tunica.
- James Nalig (1870-1954), darrer parlant d'utaha de Vanuatu.
- Mary Yee (1897–1965),[6] última parlant nativa de barbareño, de les llengües chumash de Califòrnia.
- Ángela Loij (circa 1900- 1974) darrer supervivent parlant de Selk'nam de Tierra del Fuego.
- Ned Maddrell (1877–1974), últim parlant natiu de manx, llengua cèltica.
- Armand Lunel (1892–1977), parlant de shuadit, varietat judeoromànica de l'occità.
- Alf Palmer (ca. 1891–1981), últim parlant natiu de warrungu, llengua aborigen australiana.
- Jack Butler (1901–1986), parlant de Jiwarli, llengua aborigen australiana.
- Roscinda Nolasquez (1892–1987), última parlant de cupeño, llengua utoasteca del sud de California.
- Klàvdia Plótnikova (ca. 1895–1989), última parlant de kamas, llengua samoieda de l'est dels Urals.
- Morndi Munro (mort durant la dècada de 1990), últim parlant competent d'Unggumi, llengua d'Austràlia occidental.
- Fidela Bernat (1898-1991), última parlant coneguda de roncalès.
- Tevfik Esenç (1904–1992), últim parlant completament competent en ubykh.
- Algy Paterson (m. 1995), últim parlant competent de martuthunira, llengua d'Austràlia occidental.
- Take Asai (c.1901-1994) darrer parlant d'ainu de Sakhalin.
- Truman Washington Dailey (1898–1996), últim parlant natiu del dialecte Otoe-Missouria de chiwere.
- Red Thunder Cloud (1919–1996), últim parlant natiu de catawba.
- Valentina Vyie (morta el 1997), última parlant nativa de sirenik, llengua inuit de l'extrem oriental del Sibèria.
- Carmel Charles (1912–1999), últim parlant competent de nyulnyul d'Austràlia occidental.

## Morts al segle XXI
- Big Bill Neidjie (ca. 1920–2002), parlant de gaagudju, llengua australiana del Territori del Nord.
- Marie Smith Jones (1918–2008), parlant d'eyak, al sud d'Alaska.
- Ms. Boro (mort en 2009), últim parlant competent d'aka-kora, parlat a les illes Andaman.
- Viktors Bertholds (1921–2009), es creu que fou l'últim parlant natiu de livonià[7]
- William Rozario (mort en 2009) últim parlant conegut de crioll indoportuguès de Cochin[8]
- Pan Jin-yu (1914–2010), última parlant nativa del pazeh de Taiwan.
- Boa Sr. (ca. 1925–2010),[9] llengua andamanesa aka-bo.
- Bobby Hogg (1920-2012) darrer parlant del dialecte scots dels pescadors de Cromarty.
- Kristiņa Grizelda (1910-2013) darrera parlant supervivent de livonià com a llengua materna.
- Archie Thompson (1919-2013), darrer parlant de yurok.
- Hazel Sampson (1911-2014) darrer parlant supervivent de Klallam salish de Washington.
- Doris McLemore (1927-2016), última parlant competent de wichita.[10]
- Edwin Benson (1931-2016), últim parlant de la llengua mandan.
- Cristina Calderón (1928-2022), des de 2005 era l'última parlant de yaghan.[11]

## Últims parlants vius
- Charlie Mungulda, últim parlant natiu d'amurdag.[12]
- John Steckley, considerat l'últim parlant conegut de wyandot (encara que no era un parlant natiu).
- Verdena Parker, últim parlant competent de hupa.[13][14]
- Gyani Maiyi Sen (circa 1937) darrer parlant del kusunda, llengua aïllada del Nepal.[15]